# Gombcsiga
A gombcsiga (Segmentina nitida) egy tavak, és mocsarak közelében élő csigafaj.

## Jellemzői
Háza felül domború, lapos gombra emlékeztető (innen az állat neve). Az állat méreteit tekintve 4-5 centiméteres kanyarulatú, 1-2 centiméter magas, és 4-8 centiméter széles. Utolsó kanyarulata többször szélesebb az elsőnél, s az alsó oldal közelében „taraj” fut végig rajta. A héj felszíne mindig ragyogóan fényes, ennek köszönhetően könnyen észrevehető. Általában kisebb tavak, mocsarak környékén él.

## Lásd még
- Csigák
- Tüdőscsigák